# Neudietendorf (stacja kolejowa)
Neudietendorf – stacja kolejowa w Neudietendorf, w kraju związkowym Turyngia, w Niemczech. Znajdują się tu 2 perony.